# Хачатрян Тигран Самвелович
Тігран Самвелович Хачатрян (нар. 17 листопада 1985, Івангород, Олександрівський район, Кіровоградська область, УРСР) — український підприємець, політик, громадський діяч, меценат. Одружений (дружина Аракся), виховує трьох дітей(донька Шушанна; донька Аннабель, син Самвел). Депутат Кропивницької міської ради VIII скликання від партії «Слуга народу», директор ТОВ «АРАКА», голова відокремленого підрозділу Спілки вірмен України в Кіровоградській області, президент Кіровоградської обласної федерації панкратіону.

## Біографія
Народився 17 листопада 1985 року в селі Івангород Кіровоградської області. У 2008 році закінчив Харківський міжнародний університет цивільного захисту України за спеціальністю «інженер охорони праці та пожежної безпеки». Володіє українською, російською, вірменською та англійською мовами.
З жовтня 2008 до вересня 2009 року працював інспектором державного пожежного нагляду в Кіровоградському міському управлінні МНС. З вересня 2009 року є фізичною особою-підприємцем. У 2014 році заснував і очолив ТОВ «Арака», яке спеціалізується на будівництві доріг і автострад. Водночас очолює релігійну громаду вірменської апостольської церкви у Кропивницькому.
На парламентських виборах 2014 року балотувався до Верховної Ради України від партії «Сильна Україна» по одномандатному округу № 102, а в 2019 році — як самовисуванець по округу № 99. У 2020 році був обраний депутатом Кропивницької міської ради VIII скликання від партії «Слуга народу», де є членом постійної комісії з питань архітектури, містобудування та капітального будівництва.

## Діяльність
Займається меценатською та благодійною діяльністю. Під його керівництвом у Кропивницькому було відкрито вірменську недільну школу, встановлено пам'ятний знак Хачкар, організовано спортивні зустрічі для громади, створено гарячу лінію допомоги, а також започатковано Центр розвитку національних культур «Єдина Родина».
Після початку повномасштабного вторгнення Росії в Україну у 2022 році Хачатрян організував волонтерську допомогу Збройним силам України та силам ТрО.
З 2013 року є головою Кіровоградського підрозділу Спілки вірмен України. У 2016—2019 роках був першим заступником голови Громадської ради при Кіровоградській ОДА, а в 2019—2020 роках — її головою. Він також входив до складу громадської ради при Управлінні Держпраці у Кіровоградській області, був співзасновником громадської організації «Центр розвитку національних культур „Єдина родина“» та президентом Кропивницької федерації панкратіону (2017—2021). З 2021 року очолює Кіровоградську обласну федерацію панкратіону, а з травня 2024 року є членом Ради громадських об'єднань національних меншин України при Державній службі з етнополітики та свободи совісті (ДЕСС).

## Нагороди
- Відзнака Президента України «За оборону України» — за активну допомогу у зміцненні обороноздатності держави під час повномасштабного вторгнення Росії (Указ Президента України від 5 серпня 2022 року № 559/2022).
- Медаль ПЦУ «За жертовність і любов до України» — вручена 6 червня 2023 року митрополитом Епіфанієм.
- Хрест громадянських заслуг від Всеукраїнського об'єднання «Країна» — за благодійну та громадську діяльність (2023).
- Подяка Міністерства культури України (2015) — за вагомий внесок у розвиток вірменської культури в Україні.
- Грамота Управління комунікацій з громадськістю Кіровоградської ОДА (2016) — за внесок у розвиток вірменської меншини, активну громадянську позицію.
- Медаль Уряду діаспори Республіки Вірменія (2016).
- Подяка Консульства Республіки Вірменія (2016).
- Звання «Молода людина року-2016» в номінації «Молодий громадський діяч» (від Кіровоградської міської ради).[22]
- Почесна грамота Міністерства культури України (2018) — за популяризацію культури національних громад.
- Подяка Управління молоді та спорту Кіровоградської ОДА (жовтень 2021) — за патріотичне виховання молоді.
- Подяка Управління молоді та спорту КОВА (жовтень 2022) — за внесок у фізичну культуру і спорт.
- Подяка Міської ради Кропивницького (2018) — як директор ТОВ «Арака» за внесок у ЖКГ міста.[23]
- Диплом Міської ради Кропивницького (2021) — «Кращий роботодавець року».[24]
- Подяка від голови НСХУ (2025)